# Santa Croce Camerina
Santa Croce Camerina er en italiensk by (og kommune) i regionen Sicilien i Italien, med omkring 10.979(2023) indbyggere.  